# Mike Green (hockeista su ghiaccio)
Michael David Green, detto Mike (Calgary, 12 ottobre 1985), è un hockeista su ghiaccio canadese.

## Palmarès

### Mondiali
- 1 medaglia:
  - 1 argento (Canada 2008)